# Salemia coeca
Salemia coeca is een naaldkreeftjessoort . De wetenschappelijke naam van de soort is voor het eerst geldig gepubliceerd in 1878 door Harger.